# Куитан, Эрих

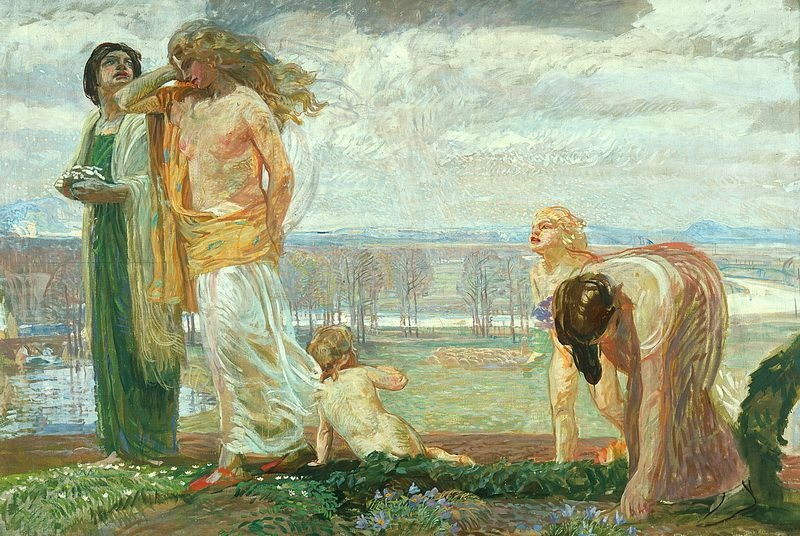
Эрих Куитан
Весна

Эрих Куитан (нем. Erich Kuithan; 24 октября 1875, Билефельд, Северный Рейн-Вестфалия — 30 декабря 1917, Йена) — немецкий художник-экспрессионист, график, иллюстратор, плакатист.

## Биография

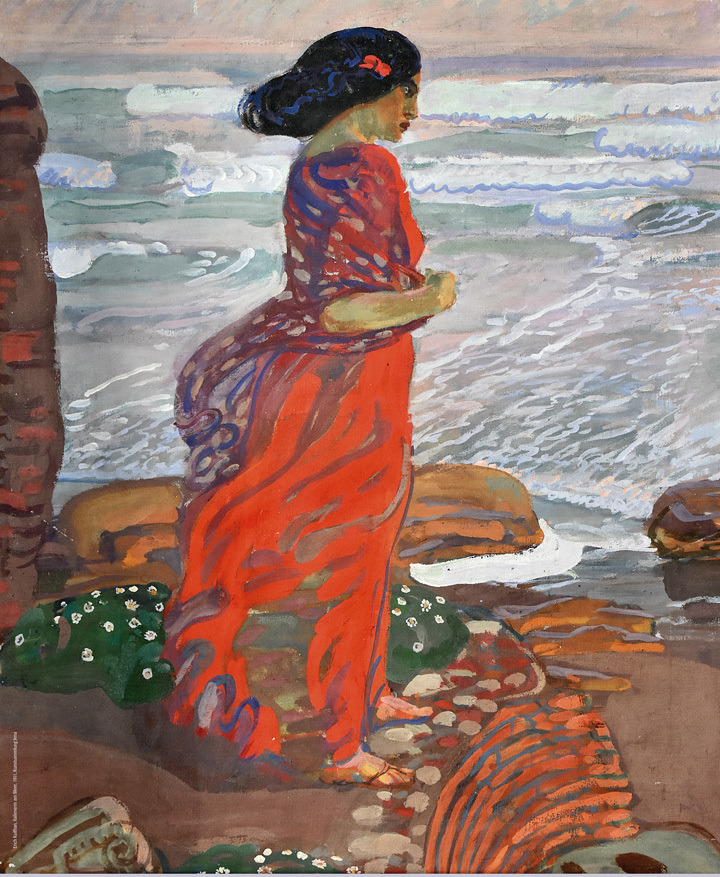
Эрих Куитан
Женщина у моря

С 1892 года посещал частную школу рисования Людвига Шмид-Ройтте и Фридриха Фера. С мая 1893 года обучался в Мюнхенской академии художеств у профессора Карла Раупа.
В последующие годы Куитан осуществил несколько учебных поездок, выставлялся в художественных клубах, работал в иллюстратором в журнале, занимался иллюстрацией для детских книг.
Руководил школой рисования в Йене. В 1910 году отправился в Италию, в 1911 году был приглашён в Королевскую художественную школу в Берлине. В 1916 году вернулся к Йену из-за неизлечимой болезни, где и умер в декабре 1917 года.

## Творчество
Художник рубежа веков, автор многочисленных картин, рисунков, иллюстраций, дизайна мебели, одежды, экслибрисов, изделий из фарфора, фресок, рекламных плакатов в модном на рубеже XIX и XX веков стиле «арт-нуво». В разные периоды своего творчества увлекался модерном, символизмом и экспрессионизм.

## Память
- В честь художника в Йене названа улица Эрих-Куйтан-штрассе (Erich-Kuithan-Straße).

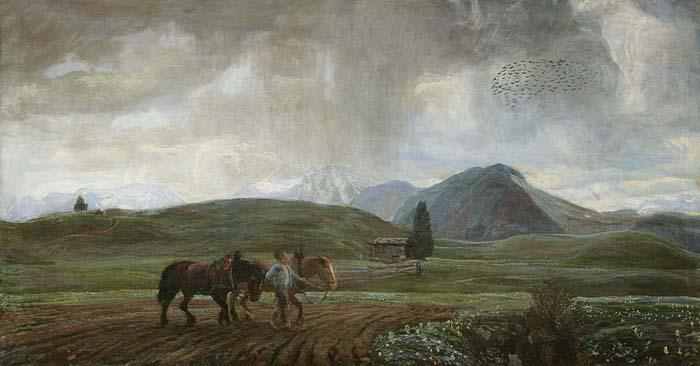
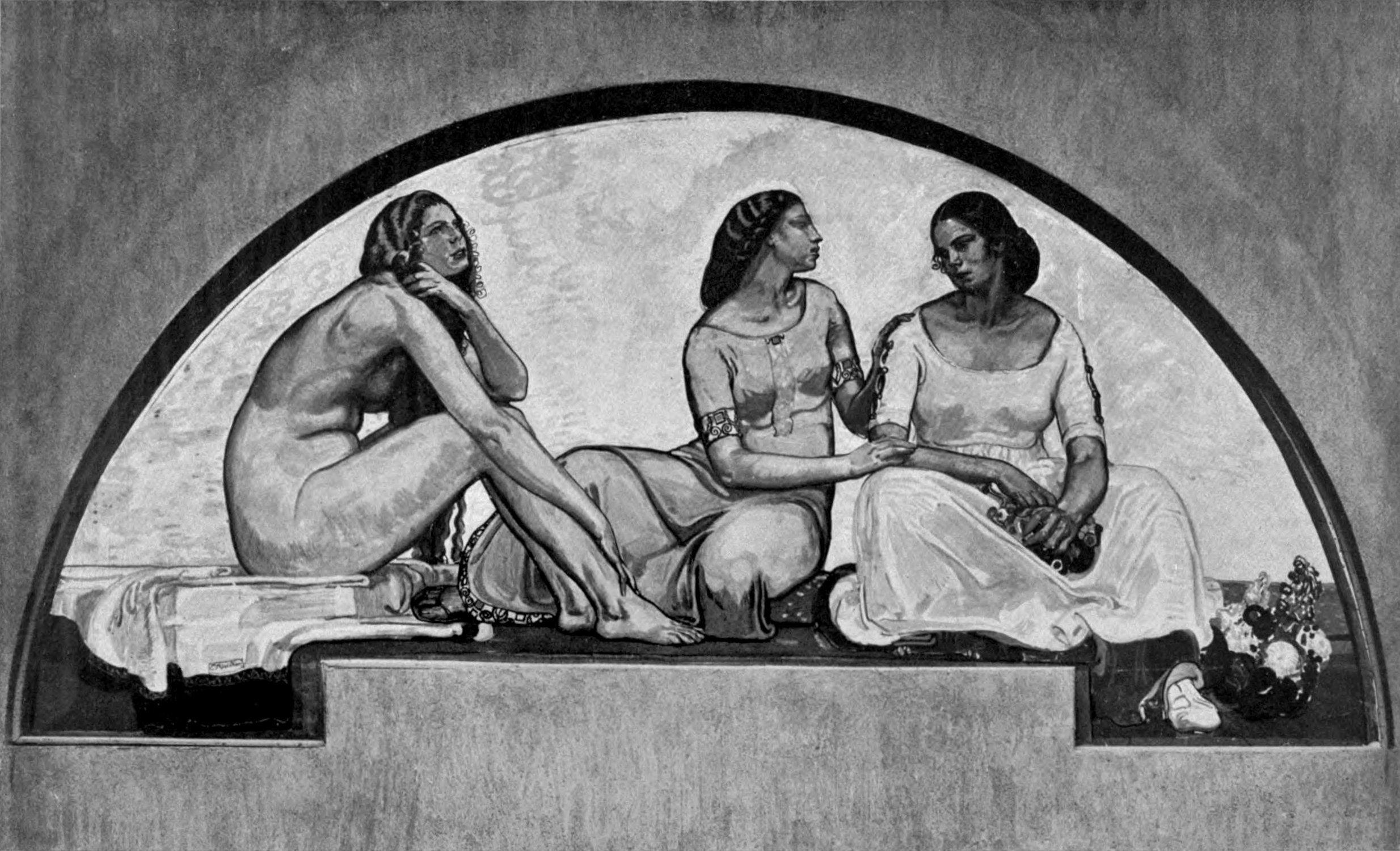
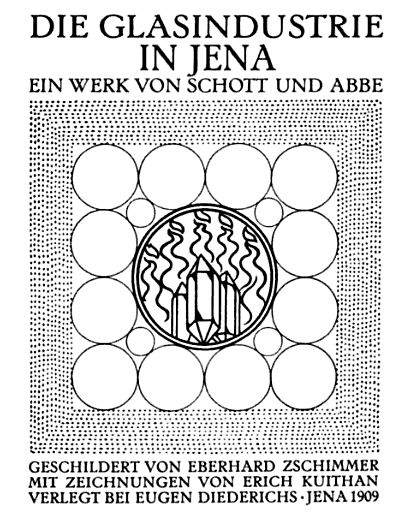
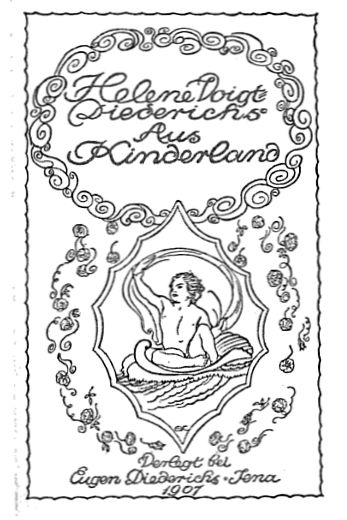